# Venezuela en los Juegos Olímpicos de Turín 2006
Venezuela estuvo representada en los Juegos Olímpicos de Turín 2006 por un deportista (masculino) que compitió en luge. El portador de la bandera en la ceremonia de apertura fue el corredor de luge Werner Hoeger.
Venezuela no obtuvo ninguna medalla en estos Juegos.

## Luge
Masculino
| Atleta        | Evento     | 1ª manga | 2ª manga | 3ª manga | 4ª manga | Total    | Total    |
| Atleta        | Evento     | Tiempo   | Tiempo   | Tiempo   | Tiempo   | Tiempo   | Posición |
| ------------- | ---------- | -------- | -------- | -------- | -------- | -------- | -------- |
| Werner Hoeger | Individual | 56,754   | 55,411   | 56,256   | 55,169   | 3:43,590 | 32       |